# Redentora
Redentora là một đô thị thuộc bang Rio Grande do Sul, Brasil. Đô thị này có diện tích 302,64 km², dân số năm 2007 là 9600 người, mật độ 31,72 người/km².